# Kirill Semënovič Moskalenko
Kirill Semënovič Moskalenko (in russo Кири́лл Семёнович Москале́нко?; Grišino, 11 maggio 1902 – Mosca, 17 giugno 1985) è stato un generale e politico sovietico, insignito del grado di maresciallo dell'Unione Sovietica.

## Origini e carriera
Nacque nella zona del Donec'k, in Ucraina, combatté nella Guerra civile dal 1918, dal 1920 militò nell'Armata Rossa. Nel 1922 terminò i corsi per comandanti alla Scuola Superiore Interarmi di Kiev; nel 1928 partecipò a corsi d'aggiornamento d'artiglieria.
Nel 1939 si diplomò all'Accademia delle Truppe d'Artiglieria "Dzeržinskij".
Nel 1938-40 partecipò alla campagna contro la Finlandia come capo dell'artiglieria di una divisione fucilieri.
All'avvio dell'operazione Barbarossa comandava una brigata d'artiglieria controcarro al Fronte Sud Occidentale, indi prese parte alla battaglia di Mosca. In pochi mesi fu promosso comandante di corpo, di gruppo mobile d'armata e infine vice comandante della 6ª Armata sovietica, della quale fu anche comandante ad interim fra dicembre 1941 e gennaio 1942.
Nel marzo 1942 fu designato comandante della 38ª Armata, ma tra luglio e agosto comandò la 1ª Armata corazzata; da agosto guidò la 1ª Armata Guardie e in ottobre passò al comando della 40ª Armata del Fronte di Voronezh, partecipando all'offensiva Ostrogorzk-Rossoš.
Dall'ottobre 1943 fino alla fine della guerra fu di nuovo comandante della 38ª Armata, partecipando alle battaglie di Kursk.
Dopo la guerra fu comandante della difesa antiaerea di Mosca (1948-53) e della circoscrizione militare di Mosca (1953-60).
Nel 1956 entrò nel Comitato Centrale del PCUS.
Nel 1960 fu nominato comandante delle Forze Missilistiche di Difesa Strategica, e nello stesso anno divenne vice-ministro della Difesa.
Dall'aprile 1962 fu Ispettore Capo del Ministero della Difesa.